# Gruppo circolare
In matematica, il gruppo circolare (indicato in grassetto da lavagna con {\displaystyle \mathbb {T} } o in semplice grassetto con T) è il gruppo moltiplicativo di tutti i numeri complessi con valore assoluto pari a 1, cioè il cerchio unitario nel piano complesso,
{\displaystyle \mathbb {T} =\{z\in \mathbb {C} :|z|=1\},}
dotato dell'ordinaria moltiplicazione del campo complesso.
Il gruppo circolare forma un sottogruppo di C×, il gruppo moltiplicativo di tutti i numeri complessi non nulli. Poiché C× è abeliano, segue che anche T lo è.
La notazione T per il gruppo circolare deriva dal fatto che Tn (il prodotto diretto di T con sé stesso n volte) è geometricamente un n-toro. Il gruppo circolare è quindi un 1-toro.

## Introduzione elementare

Addizione nel cerchio unitario

Un modo per pensare al gruppo circolare è che esso descrive come sommare gli angoli, quando sono permessi solo angoli tra 0° e 360°. Per esempio, il diagramma mostra come aggiungere 150° a 270°. La risposta dovrebbe essere 150° + 270° = 420°, ma quando si pensa in termini del cerchio unitario, bisogna "dimenticare" il fatto che si è fatto un giro attorno al cerchio. Quindi correggendo la risposta di 360° ci dà 420° − 360° = 60°.
Un'altra descrizione è in termini della ordinaria addizione, usando solo numeri tra 0 e 1. Per fare questo, si devono dimenticare le cifre prima della virgola decimale. Per esempio, calcolando 0.784 + 0.925 + 0.446 la risposta potrebbe essere 2.155, ma tirando via il 2, la risposta (nel cerchio unitario) è 0.155.

## Struttura topologica e analitica
Il gruppo circolare non è solo un gruppo algebrico astratto. Esso ha una topologia naturale quando è considerato come sottospazio del piano complesso. Poiché la moltiplicazione e l'inversione sono funzioni continue su C×, il gruppo circolare ha la struttura di un gruppo topologico. Inoltre, poiché il cerchio unitario è un sottoinsieme chiuso e limitato del piano complesso, il gruppo unitario è un sottogruppo chiuso di C× (visto come gruppo topologico). Dal punto di vista topologico, il gruppo circolare è compatto.
Si può dire di più. Il cerchio è una varietà topologica 1-dimensionale reale e la moltiplicazione e l'inversione sono mappe reali e analitiche sul cerchio. Questo dà al gruppo circolare la struttura di un gruppo di Lie 1-dimensionale. In effetti, a meno di un isomorfismo, è l'unico gruppo di Lie connesso, compatto1-dimensionale. Inoltre, ogni gruppo di Lie  n-dimensionale, compatto e connesso è isomorfo a Tn.

## Isomorfismi
Il gruppo circolare prende varie forme in matematica. Sono elencate alcune delle più comuni. In particolare, si può mostrare che
{\displaystyle \mathbb {T} \cong {\mbox{U}}(1)\cong {\mbox{SO}}(2)\cong \mathbb {R} /\mathbb {Z} .}
L'insieme di tutte le 1×1 matrici unitarie coincide chiaramente con il gruppo circolare; la condizione di unitarietà è equivalente alla condizione che gli elementi abbiano valore assoluto 1. Quindi, il gruppo circolare è canonicamente isomorfo a U(1), il primo gruppo unitario.
Il gruppo circolare è quindi isomorfo al gruppo ortogonale speciale SO(2). Questo ha l'interpretazione geometrica che la moltiplicazione per un numero complesso unitario è una rotazione proprio del piano complesso, e ogni tale rotazione è di questa forma.

## Rappresentazioni
Le rappresentazioni del gruppo circolare sono semplici da descrivere. Segue dal lemma di Schur che le rappresentazioni complesse irriducibili di un gruppo abeliano sono 1-dimensionali. Poiché il gruppo circolare è compatto, ogni rappresentazione ρ: T → GL(1, C) ≅ C×, deve prendere valori in U(1)≅ T. Quindi, le rappresentazioni irriducibili del gruppo circolare sono gli omomorfismi tra il gruppo circolare e se stesso. Ogni tale isomorfismo è nella forma
{\displaystyle \phi _{n}(e^{i\theta })=e^{in\theta },\qquad n\in \mathbb {Z} .}
Queste rappresentazioni sono tutte inequivalenti. La rappresentazione φ-n è la coniugata di φn,
{\displaystyle \phi _{-n}={\overline {\phi _{n}}}.}
Queste rappresentazioni sono i caratteri del gruppo circolare. Il gruppo dei caratteri di T è chiaramente un gruppo ciclico infinito generato da φ1:
{\displaystyle \mathrm {Hom} (\mathbb {T} ,\mathbb {T} )\cong \mathbb {Z} .}
Le rappresentazioni irriducibili reali del gruppo circolare sono le rappresentazioni 1-dimensionali e le rappresentazioni
{\displaystyle \rho _{n}(e^{i\theta })={\begin{bmatrix}\cos n\theta &-\sin n\theta \\\sin n\theta &\cos n\theta \\\end{bmatrix}},\quad n\in \mathbb {Z} ^{+}.}
che prendono valori in SO(2). Qui si hanno solo n interi positivi poiché la rappresentazione {\displaystyle \rho _{-n}} è equivalente a {\displaystyle \rho _{n}}.